# Dorfkirche Wüstermarke

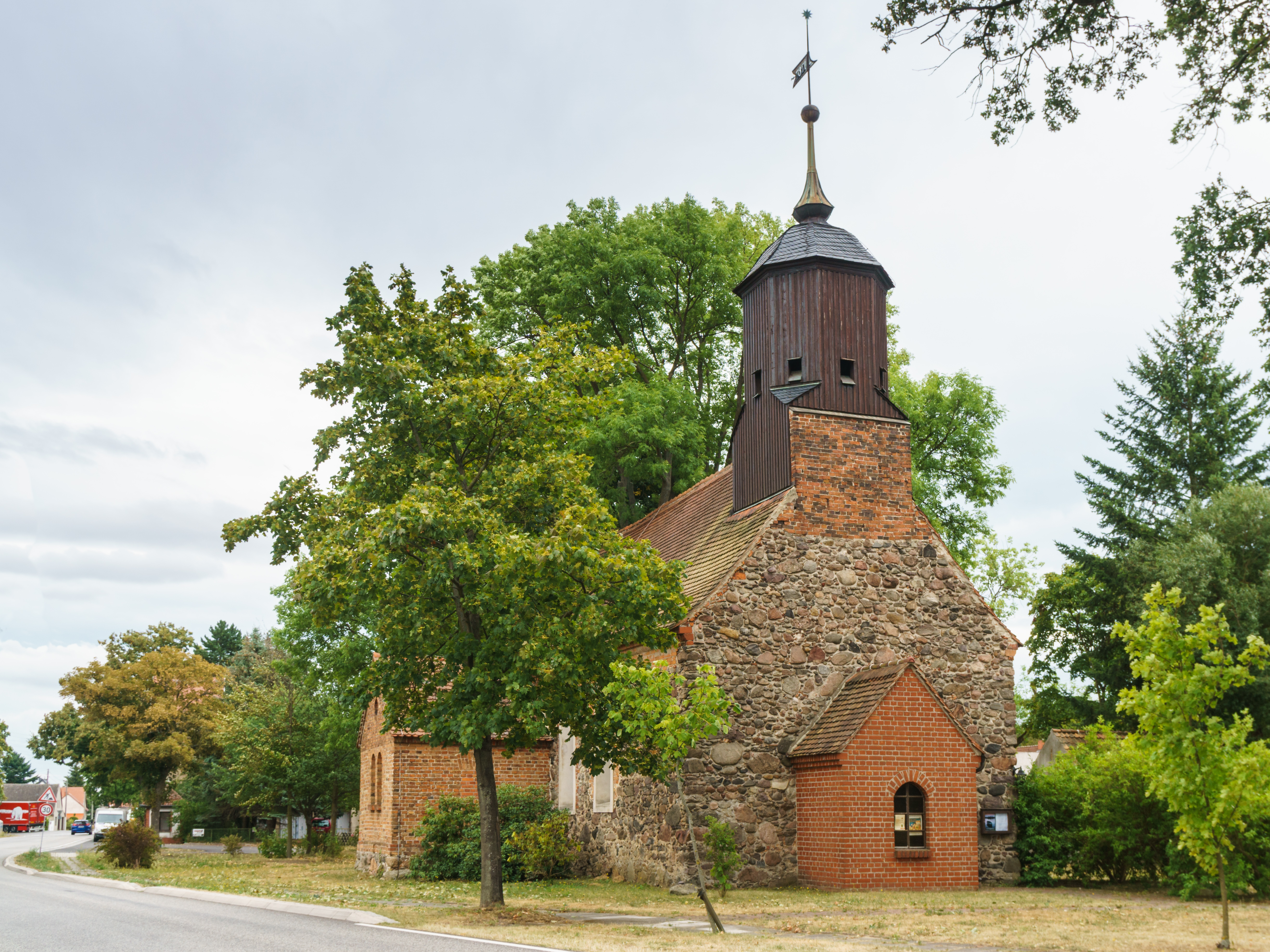
Dorfkirche Wüstermarke (2018)

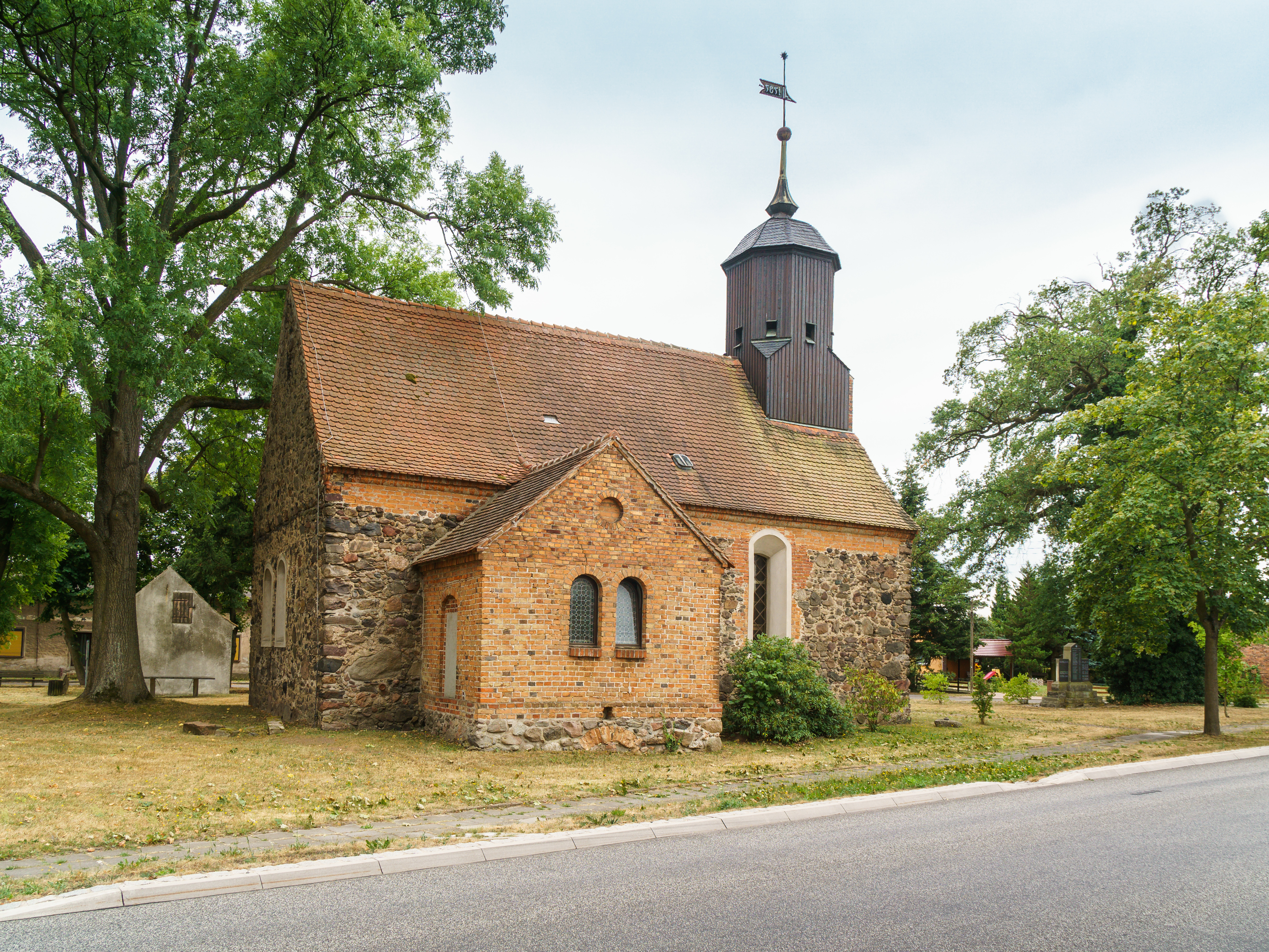
Nordansicht der Kirche (2018)

Die Dorfkirche Wüstermarke ist das Kirchengebäude im Ortsteil Wüstermarke der Gemeinde Heideblick im Landkreis Dahme-Spreewald in Brandenburg. Die Kirche steht unter Denkmalschutz und gehört zur Kirchengemeinde Langengrassau im Kirchenkreis Niederlausitz der Evangelischen Kirche Berlin-Brandenburg-schlesische Oberlausitz.

## Architektur und Geschichte
Die kleine, rechteckige Feldsteinkirche in Wüstermarke wurde im 15. Jahrhundert im Stil der Spätgotik gebaut. Im Jahr 1787 wurde die Kirche weitgehend im Barockstil umgebaut, von der ursprünglichen Baugestalt sind noch zwei vermauerte Portale an der Südwand zu erkennen. Bei dem Umbau wurde auch der verbretterte Dachturm aufgesetzt und die Fenster wurden stichbogig vergrößert. Der Turm wird mit einer Turmkugel und einer Wetterfahne abgeschlossen, auf der Wetterfahne ist das Baujahr des Turms vermerkt. Die nördliche Backsteinvorhalle stammt aus dem Jahr 1856, der frühere rundbogige Zugang zum Kirchenschiff wurde zugemauert. 1937 wurde die Kirche saniert, der Dachturm wurde 1987 rekonstruiert. Im folgenden Jahr wurde die Kirche mit einer elektrischen Glockenläuteanlage ausgestattet. Eine umfangreichere Sanierung erfolgte zwischen 1995 und 1996, dabei wurden die nördliche Vorhalle und die Fenster erneuert, das Feldsteinmauerwerk verfugt und der Turm neu gestrichen.
Im Innenraum hat die Kirche eine Balkendecke und eine Hufeisenempore. Zur Ausstattung der Kirche gehört ein Kanzelaltar aus dem Jahr 1787. Dieser hat einen mit Säulen flankierten polygonalen Korb und ist mit einer Strahlenglorie bekrönt. In den 1960er Jahren wurde die Marmorierung des Altars restauriert. Das Taufbecken aus Holz ist kelchförmig und ähnlich wie der Altar marmoriert. An der Südwand der Kirche befindet sich ein klassizistisches Grabdenkmal aus dem Jahr 1803 für Gustav Leberecht von Pfuel († 1787), der Dorfpatron in Wüstermarke und Waltersdorf war, und für Friederike Wilhelmine von Pfuel († 1803). Darunter steht ein Sarkophag mit dem Familienwappen auf dem Deckel. Die Orgel wurde 1912 bei Alexander Schuke Potsdam Orgelbau gebaut. Sie hat sechs (nach anderen Angaben acht) Register auf einem Manual und dem Pedal.

## Kirchengemeinde
Die frühere Kirchengemeinde Wüstermarke war dem Kirchenkreis Luckau unterstellt und gehörte bis 1945 zur Evangelischen Landeskirche der älteren Provinzen Preußens, danach kam die Kirchengemeinde zur Evangelischen Kirche in Berlin-Brandenburg. Der Kirchenkreis Luckau fusionierte am 1. März 1998 mit dem Kirchenkreis Lübben-Calau zum Kirchenkreis Lübben. Am 1. August 2001 schlossen sich die Kirchengemeinden Wüstermarke, Langengrassau, Waltersdorf und Zöllmersdorf zur neuen Kirchengemeinde Langengrassau zusammen.
Im Januar 2004 wurden die Evangelische Kirche in Berlin-Brandenburg und die Evangelische Kirche der schlesischen Oberlausitz zur Evangelischen Kirche Berlin-Brandenburg-schlesische Oberlausitz vereinigt. Am 1. Januar 2010 erfolgte der Zusammenschluss der Kirchenkreise Lübben und Finsterwalde zum Kirchenkreis Niederlausitz.